# گوردونیا
اکتینومیستهای نوظهور، مثل جنس باکتری گوردونیا گروهی از باسیلهای گرم مثبت هوازی می‌باشند که تمایل به تشکیل شکل‌های زنجیره‌ای دارند. این باکتری‌ها فاقد مایکولیک اسید در دیواره سلولی خود می‌باشند و اسید فست مثبت هستند.

## شناسایی
این باکتری‌ها در رنگ آمیزی گرم به صورت کورینه فرم به نظر می‌آیند و فاقد انشعاب هستند.

## بیماری‌زایی
این باکتری به ندرت باعث بیماری در انسان می‌شود ولی در بیماران دارای نقص ایمنی بستری در بیمارستان باعث ایجاد عفونت فرصت طلب می‌شوند.

## درمان
برای درمان از آنتی‌بیوتیک‌هایی نظیر سفالوسپورین، کارباپنم و فلوروکینولون‌ها استفاده می‌شود.

## اهمیت
سوخت‌های فسیلی و نفت خام حاوی مقادیر زیادی گوگرد است که باعث آلودگی محیط زیست می‌شوند. سوخت‌های فسیلی سبب رها شدن اکسیدهای گوگرد به محیط و از عوامل اصلی بارانهای اسیدی محسوب می‌شوند. گوگردزدایی توسط باکتری‌ها یکی از روشهای گوگردزدایی است که از نظر اقتصادی قابل توجه است. ژن‌های مسئول آن در اپرون dsz قرار دارند. از باکتری گوردونیا می‌توان برای این منظور استفاده کرد.